# Hexylamine
L'hexylamine est un composé organique de la famille des alkylamines et de formule semi-développée CH3-(CH2)4-CH2-NH2. C'est une amine primaire.
L'hexylamine est un liquide incolore, volatil et inflammable, avec une odeur d'amine, qui est légèrement soluble dans l'eau. Elle peut se décomposer lorsqu'elle est chauffée en produisant alors des oxydes d'azote, d'autres gaz nitreux et des nitrosamines. Sa solution aqueuse est fortement alcaline.
L'hexylamine est utilisée principalement comme intermédiaire dans la fabrication de tensioactifs, pesticides, inhibiteurs de corrosion, colorants, caoutchouc, émulsifiants et produits pharmaceutiques.

## Sécurité
Les vapeurs de l'hexylamine peuvent se combiner avec l'air pour former un mélange explosif.